# Головна санітарна інспекція (Польща)
Головна санітарна інспекція (ГСІ) (пол. Główny Inspektorat Sanitarny, GIS) — центральна державна адміністрація з місцем розташування у Варшаві, яка діє з 1 січня 2000 року. Управлінням керує Головний санітарний інспектор, якого призначає Прем’єр-міністр за поданням Міністра охорони здоров’я. У 2018–2020 роках цю функцію обіймав Ярослав Пінкас.
Штаб-квартира ГІС знаходиться за адресою вул. Targowa 65 у Варшаві.

## Завдання
Завданням офісу є керівництво державною санітарною інспекцією, ініціювання та нагляд за діяльністю державної адміністрації, спрямованою на запобігання та мінімізацію негативних наслідків інцидентів для здоров'я населення. Головний санітарний лікар, зокрема, контролює, координує та спрямовує діяльність органів Держсанепіднагляду, а також керує процесом обміну інформацією з іншими органами державного управління.
У разі виникнення загрози санітарній безпеці головний санітарний лікар має право давати вказівки органам Держсанепіднагляду щодо профілактичних заходів, проведення контрольних заходів та право отримувати інформацію про виконання завдань служби в цьому відношенні. здійснюються. Про видачу такого розпорядження головний санітарний лікар повідомляє місцевого воєводу або старосту.

## Структура
До складу Головної санітарної інспекції входять такі відділи:
- Кафедра безпечності харчових продуктів та харчування
- Кафедра гігієни навколишнього середовища
- Кафедра громадського здоров'я та зміцнення здоров'я
- Протиепідемічне відділення
- юридичний відділ
- Господарсько-адміністративний відділ
- Відділ нагляду та контролю
- Кабінет головного інспектора
- Кабінет генерального директора
- Відділ комп'ютеризації.